# Буок-ванху
Королевская благородная супруга Хый из клана Индон Джан (хангыль: 희빈 장씨, ханча: 禧嬪 張氏; 3 ноября 1659 — 9 ноября 1701), личное имя Чан Окчжон (хангыль: 장옥정, ханча: 張玉貞) — чосонская наложница, а затем королева-консорт. Третья супруга короля Сукчона, 19-го монарха Чосона и мать короля Кёнджона. Она была королевой Чосона с 1689 года до своего свержения в 1694 году.

## Биография

### Ранний период жизни
Чан Окчжон была дочерью Чан Хёна и его второй жены, госпожи Юн из клана Папхён Юн. Поскольку её семья принадлежала к фракции Намин, то она происходила из длинной линии переводчиков[уточнить] и принадлежала к классу чунгин.
Многие считают Ок Чжон одной из самых красивых женщин Чосона, и её обаяние упоминается в Анналах Чосона.
Она стала фрейлиной сводной прабабушки короля, Великой вдовствующей королевы Джаый, по рекомендации принца Тонпхёна, который был троюродным братом Сукчона, и приемным внуком Джаый.

### Королевская наложница
Во время посещения королевы Джаый король влюбился в красоту Чан Окчжон  и присвоил ей звание Сыннын Сангун (или Избранная Сангун; 승은 상궁), но его мать, Вдовствующая королева Хёнёль, которая принадлежала к фракции Соин, опасалась, что Чан Окчжон повлияла бы на него, чтобы он благоволил к фракции Намин, поэтому она изгнала её из дворца.
В 1683 году Хёнёль умерла, и королева Мин, в то время жена Сукчона (посмертно известная как королева Инхён), позволила госпоже Чан вернуться ко двору.
В 1686 году Чан Окчжон стала наложницей в ранге Сук-вон (кор. 숙원, 淑媛). В 1688 году она была возведена в  ранг Со-ый (소의, 昭儀) после рождения первого сына короля, И Юна.
В суде фракция Соин разделилась на Норон (Старое учение) во главе с Сон Сиёлем, и Сорон (Новое учение) во главе с Юн Чжоном. Норон поддержала королева Инхён.
Фракция Намин настаивала на том, чтобы король признал Ли Юна, сына наложницы, наследником, но фракция Соин настаивала на том, что королева ещё молода и может родить сына, который и должен быть наследником. Сукчон настаивал на компромиссе, согласно которому королева усыновила бы И Юна, как своего родного сына. Однако она отказалась это сделать. Сукчон разозлился на оппозицию, и многие были убиты, в том числе Сон Сиёль. Фракция Намин захватила власть и изгнала отца королевы и лидеров фракции Соин.
В марте 1688 года королева Инхён также была свергнута и сослана. Этот инцидент называется Гиса Хвангук (기사환국).
В том же году Чан Со-ый была повышена до Бин (빈, 嬪), самого высокого ранга для наложницы, с приставкой хви (禧), что означает «красивая». Позже Чан-хвибин была назначена королевой-консортом Пуок.
В 1693 году новая фаворитка Сукчона, дворцовая служанка из клана Хэджу Чхве, была официально возведена в королевскую наложницу ранга Сук-вон. Чхве Сук-вон (позже Чхве Сук-бин) была открытым сторонником королевы Мин и призвала короля восстановить её на первоначальном посту. Тем временем Ким Чун Тэк, который был членом фракции Норон, и Хан Чонхёк из фракции Сорон организовали кампанию по восстановлению свергнутой королевы.
В 1694 году Чан Ок Чжон потеряла расположение короля. Сукчон почувствовал отвращение к жадности фракции Намин и всемогущей семье Чан. Он также чувствовал угрызения совести за свои поспешные действия во время Киса Хвангук . В правительстве попытка фракции Намин зачистить фракцию Соин по обвинению в заговоре с целью восстановления свергнутой королевы имела неприятные последствия.

### Поздние годы и смерть
Король изгнал Чан Хвиджэ, старшего брата королевы Чан, и лидеров партии Намин. Он официально понизил Чан Окчжон до её прежнего ранга — хвибин, и восстановил свергнутую королеву Мин. Этот инцидент называется Капсуль Хвангук (갑술환국). Фракция Намин больше никогда политически не оправится от этой чистки.
Фракция Сорон поддержала наследного принца И Юна, сына Чан Хыйбин, а фракция Норон поддержала Ли Гыма, принца Ёнина, сына Чхве Сокбин.
В 1701 году королева Инхён умерла от неизвестной болезни. Предположительно, Сукчон обнаружил, что госпожа Чан сговорилась со жрицей-шаманом, чтобы проклясть королеву с помощью чёрной магии и злорадствовала по поводу её смерти. Фракция Сорон умоляла короля проявить милосердие и указала, что она была матерью наследного принца.
Равнодушный король приговорил Хый-бин, её мать, её брата, лидера Сорон и всех её товарищей к смерти. В результате инцидента погибло 1700 человек. Он также сослал придворных, которые просили его пощадить жизнь госпожи Чан.
На 7-й день 10-го месяца 27-го года своего правления (7 ноября 1701 г.) Сукчон издал указ, запрещавший любой наложнице когда-либо становиться королевой, а 9 ноября 1701 г. Чан Хый-бин была казнена путем отравления в Зале Чусондан, в её резиденции во дворце Чангён. Ей было 42 года.

### Погребение
Её могила называется Тэбинмё и первоначально находилась в Кванджу, провинция Кёнгидо, но в июне 1969 года она была перенесена в кластер Соонын, в районе Тоян, Коян, провинция Кёнгидо, недалеко от Мённына, где находятся гробницы короля Сукчона и двух его жен, королевы Инхён и королевы Инвон. Перемещение произошло потому, что гробница блокировала запланированное правительством расширение города.
За могилой находится большой камень, и сосна пробила скалу, чтобы вырасти. Есть предположение, что это показывает, что ки (энергия) Чан Хый-бин была и остается очень сильной. Некоторые корейские веб-сайты сообщают, что, поскольку леди Чан была такой сильной женщиной, существует поверье, что если молодые одинокие женщины, которые хотят найти парня, посетят могилу и отдадут дань уважения, они скоро найдут любовь.
Её мемориальная доска была установлена в Чильгуне (или «Дворце семи королевских наложниц»).

## Семья

### Родители
- Отец: Чан Хён (장형) (25 февраля 1623 — 12 января 1669)
  - Дедушка: Чан Ын-ин (장형, 張烱), Правый государственный советник (의정부영의정, 議政府領議政)
    - Прадедушка: Чан Су(장수, 張壽), Левый государственный советник (의정부좌의정, 議政府左議政)
      - Прапрадедушка: Чан Сэпиль (장세필, 張世弼)

  - Бабушка: госпожа Пак из клана Нампо Пак (남포 박씨)
    - Прадедушка: Пак Сим (박심)
      - Прапрадедушка: господин Пак из клана Нампо Пак (남포 박씨, 藍浦 朴氏)
- Мать: госпожа Юн из клана Папхён Юн (파평 윤씨); Внутренняя принцесса-консорт Пасан из клана Папхён Юн (파산부부인 파평 윤씨, 坡山府夫人 坡平 尹氏) (1626—1698)[12]
  - Дедушка: Юн Сон Риб (윤성립, 尹成立)
    - Прадедушка: господин Юн из клана Папхён Юн (파평 윤씨, 坡平 尹氏)
      - Прапрадедушка: господин Юн из клана Папхён Юн (파평 윤씨, 坡平 尹氏)

  - Бабушка: госпожа Бён из клана Чогье Пён (초계 변씨, 草溪 卞氏)
- Мачеха: госпожа Ко из клана Чеджу Го (제주 고씨, 濟州 髙氏) (? — 1645)
  - Сводный дедушка: Ко Соннип (고성립, 高誠立)

### Братья и сестры
- Старший сводный брат: Чан Хвисик (장희식) (1640-?)
  - Невестка: госпожа Ли (이씨)
- Старшая сестра: госпожа Чан (장씨)
  - Зять: Ким Джиджон (김지중)
    - Безымянный племянник
    - Безымянный племянник
    - Безымянный племянник
    - госпожа Ким (김씨)
- Старший брат: Чан Хвиджэ (장희재) (1651 — 29 октября 1701)
  - Невестка: госпожа Ким из клана Кёнджу Ким (경주 김씨) (? — 12 декабря 1701 г.)[13]
    - Безымянный племянник
    - Племянник: Чан Чагён (장차경)
    - Племянник: Чан Хви (장휘) (? — 11 апреля 1728 г.)

  - Невестка: Ан Сукчжон (안숙정) (1666 — 3 октября 1701)[14]
    - Племянник: Чан Чонгён (장종경) (? — 1 апреля 1724 г.)
      - Жена племянника: Сильэ (실애, 實愛)
      - Неназванная жена племянника

### Муж
- Ли Сун, ван Сукчон (이순 조선 숙종; 7 октября 1661 — 12 июля 1720)
- Свекровь: королева Мёнсон (13 июня 1642 — 21 января 1684) из клана Чхонпун Ким (명성왕후 김씨)
- Свёкор: ван Хёнджон (조선 현종; 14 марта 1641 — 17 сентября 1674)

### Дети
- Сын: Ли Юн, король Чосона Кёнджон (이윤 조선 경종) (20 ноября 1688 г. — 11 октября 1724 г.)
  - Невестка: королева Таный из клана Чхонсон Сим (단의왕후 심씨) (11 июля 1686 г. — 8 марта 1718 г.)
  - Невестка: королева Соный из клана Хамджон Оо[уточнить] (선의왕후 어씨) (14 декабря 1705 — 12 августа 1730)
- Сын: принц Сонсу (성수군) (19 июля 1690 — 16 сентября 1690) — оспаривается

## В искусстве
- Сыграла Ким Джими в фильме 1961 года «Чан-хвибин».
- Сыграла Нам Чжонъим в фильме 1968 года «Роковая женщина Чан-хвибин».
- Сыграла Юн Ёджон в телесериале MBC 1971 года «Чан-хвибин»[15].
- Сыграла Ли Мисук в сериале MBC 1981 года «Женщины в истории: Чан-хвибин»[15].
- Сыграла Джун Инхва в сериале MBC 1988 года «500 лет династии Чосон: королева Инхён»[15].
- Сыграла Чон Сонгён в сериале SBS 1995 года «Чан-хвибин»[15].
- Сыграла Ким Хесу в сериале KBS2 2002 года «Королевская история: Чан-хвибин»[15][16]
- Интерпретация[уточнить] Юн Сеа в фильме «Тени во дворце» 2007 года.
- Сыграла Ли Соён в телесериале MBC 2010 года «Дон И»[17].
- Сыграла Чхве Ури в сериале tvN 2012 года «Мужчина королевы Инхён».
- Сыграли Ким Тхэхи и Кан Мина в сериале SBS 2013 года «Чан Окчон — жизнь ради любви»[18].
- Спародирована участниками поп-группы Shinhwa в эпизоде развлекательного шоу JTBC Shinhwa Broadcasting от 25 августа 2012 года.
- Сыграла О Ёна в сериале SBS «Джекпот» 2015 года.